# Ichneumon sutor
Ichneumon sutor är en stekelart som beskrevs av Christ 1791. Ichneumon sutor ingår i släktet Ichneumon och familjen brokparasitsteklar. Inga underarter finns listade i Catalogue of Life.